# John McDonald (archer)
Pour les articles homonymes, voir John McDonald et McDonald.
John McDonald est un archer canadien né le 28 mai 1965 à Halifax en Nouvelle-Écosse (Canada).

## Carrière
McDonald compétitionne lors de l'épreuve masculine individuelle aux Jeux olympiques d'été de 1988 de Séoul en Corée du Sud.